# Maybe You're the Problem
Singles de Ava Max
The Motto
(2021) Million Dollar Baby
(2022)
Clip vidéo
[vidéo] « Maybe You're The Problem », sur YouTube
Maybe You're The Problem est une chanson de la chanteuse américaine Ava Max, sortie le 28 avril 2022, via Atlantic Records en tant que premier single de son deuxième album studio à venir Diamonds & Dancefloors (2023). La chanson a été écrite par Ava Max, Sean Maxwell, Marcus Lomax et les producteurs Abraham Dertner, Jonas Jeberg et Cirkut. Maybe You're the Problem est une chanson dance-pop et synth-pop, avec des paroles décrivant une rupture avec un partenaire égoïste. Un clip vidéo d'accompagnement a été réalisé par Joseph Kahn et représente la chanteuse traversant un jeu d'arcade sur le thème de l'hiver.

## Sortie et composition
Maybe You're The Problem est sorti en tant que premier single du deuxième album studio de Max, Diamonds & Dancefloors, le 28 avril 2022,. La chanson a été écrite par Max, Sean Maxwell, Marcus Lomax et les producteurs Abraham Dertner, Jonas Jeberg et Cirkut. La pochette de la chanson se compose des cheveux rouge cerise de Max, qui ont servi de « re-brand » pour son deuxième album.
Musicalement, Maybe You're The Problem est une chanson dance-pop et synth-pop,, avec des influences de la musique des années 1980. Dans un article pour Uproxx, Caitlin White a décrit la chanson comme un « hymne de rupture », tandis que George Griffiths de l'Official Charts Company a estimé qu'elle contenait des éléments de rock. Les paroles décrivent l'initiation de Max à s'écarter d'une relation avec un partenaire égoïste.

## Réception critique
La chanson a reçu des critiques généralement positives de la part des critiques. Les journalistes de Mix1 ont attribué à Maybe You’re The Problem une note de 7 sur 8, déclarant que Max affiche une attitude « extrêmement confiante », bien qu'il contienne un message « qui donne à réfléchir ».

## Performances commerciales
Maybe You're The Problem a fait ses débuts à son apogée, numéro 83, sur le UK Singles Chart daté du 6 mai 2022.

## Clip musical
Le clip de Maybe You're The Problem a été réalisé par Joseph Kahn et sorti le 28 avril 2022. Max a remplacé ses cheveux blonds par des mèches rouge vif. La vidéo sur le thème de l'hiver montre Max prenant un bain de soleil dans la neige, faisant du ski, et étant transporté dans un jeu d'arcade,.

## Crédits et personnel
Crédits adaptés de Tidal.
- Amanda Ava Koci –  voix, composition
- Henry Walter –  composition, production, programming
- Jonas Jeberg –  composition, production, programming
- Abraham Dertner –  composition, production, programming
- Sean Douglas –  composition
- Marcus Lomax –  composition
- Serban Ghenea –  mixage
- Bryan Bordone –  assistant mixage
- Chris Gehringer –  mastering

## Classement hebdomadaire
| Classement (2022)                      | Meilleure position |
| -------------------------------------- | ------------------ |
| Allemagne (GfK Entertainment)          | 80                 |
| Argentine (Monitor Latino)             | 13                 |
| Belgique (Flandre Ultratop 50 Singles) | 22                 |
| Canada (CHR/Top 40)                    | 41                 |
| Croatie (HRT)                          | 2                  |
| Espagne (PROMUSICAE)                   | 11                 |
| États-Unis (Adult Pop Songs)           | 22                 |
| États-Unis (Pop Airplay)               | 26                 |
| Finlande (Suomen virallinen lista)     | 50                 |
| France (SNEP Radio)                    | 49                 |
| Guatemala (Monitor Latino)             | 9                  |
| Hongrie (Rádiós Top 40)                | 1                  |
| Norvège (VG-lista)                     | 34                 |
| Nouvelle-Zélande (RMNZ)                | 21                 |
| Panama (Monitor Latino)                | 12                 |
| Pays-Bas (Nederlandse Top 40)          | 20                 |
| Pays-Bas (Single Top 100)              | 71                 |
| Pologne (ZPAV)                         | 70                 |
| Royaume-Uni (UK Singles Chart)         | 83                 |
| Slovaquie (IFPI Rádio)                 | 8                  |
| Suède (Sverigetopplistan)              | 55                 |
| Tchéquie (IFPI Rádio)                  | 8                  |
| Venezuela (Record Report)              | 41                 |

## Historique des sorties
| Région     | Date          | Format(s)                      | Étiquette | Ref.   |
| ---------- | ------------- | ------------------------------ | --------- | ------ |
| Divers     | 28 avril 2022 | - Digital download - streaming | Atlantic  | [ 7 ]  |
| Italie     | 29 avril 2022 | Diffusion radio                | Warner    | [ 33 ] |
| États-Unis | 2 mai 2022    | Radio contemporaine adulte     | Atlantic  | [ 34 ] |
| États-Unis | 3 mai 2022    | Radio à succès contemporaine   | Atlantic  | [ 35 ] |